# José Salomé Pina

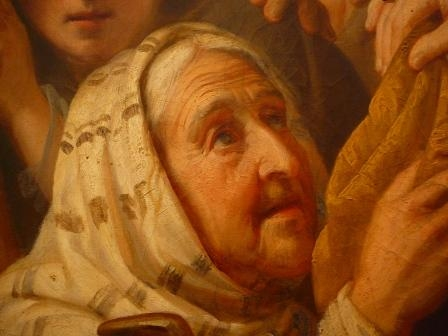
Detalle de "San Carlos Borromeo" en el Museo Nacional de Arte, México.

José Salomé Pina (México, 1830 - 1909) fue un pintor mexicano. Pina, junto con Santiago Rebull, Eugenio Landesio y José María Velasco, fue una de las figuras principales del arte mexicano del siglo XIX. 

## Biografía
Pelegrín Clavé fue su maestro, a quien sucedió en la Academia de San Carlos. 
Sus actividades como pintor se conocen a partir de 1852, cuando realizó el cuadro de Agar e Ismael,a los 22 años y el de Sansón y Dalila de gran composición, en 1853. Al año siguiente concursó por la pensión en Roma, que ganó con el San Carlos Borromeo, y a disfrutarla se marchó a París, en donde estuvo algunos años, pasando después a Roma a completar su formación clásica bajo la dirección de los profesores Consoni y Gariot.

En 1859 expuso en París La Piedad (La Virgen de la Piedad), por la que recibió una mención honorífica. Sansón y Dalila y San Carlos Borromeo en la peste de Roma son sus obras principales. Ambas se exponen en el Museo Nacional de Arte de la Ciudad de México.

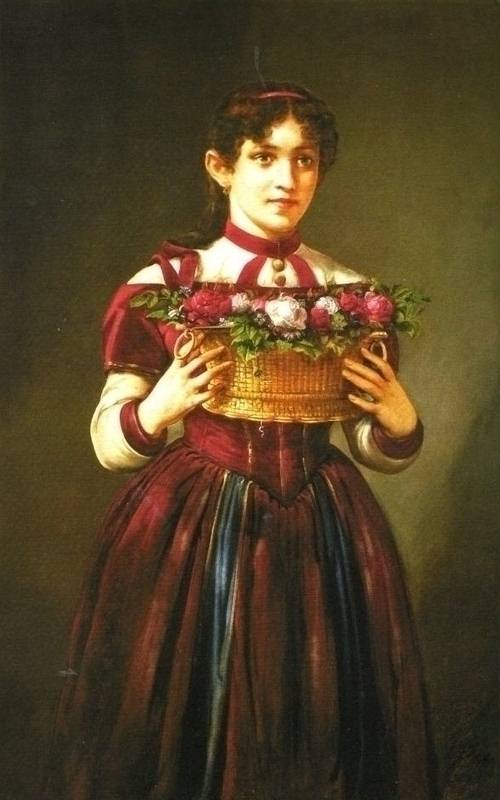
Niña con flores

Germán Gedovius y, más tarde, Diego Rivera fueron alumnos de Salomé Pina.